# Geoffrey Owens
Geoffrey Owens, född 18 mars 1961 i Brooklyn, New York, är en amerikansk skådespelare.

## Filmografi (urval)
- 1984 - The Cosby Show
- 2001 - The Cross

## Utmärkelser
- 1989 - Young Artist Award - Best Young Actor/Actress Ensemble in a Television Comedy, Drama Series or Special för The Cosby Show